# KinKi KaraoKe Single Selection
『KinKi KaraoKe Single Selection』（キンキ カラオケ・シングル・セレクション）は、KinKi Kidsのカラオケアルバム。2000年7月19日発売。発売元はジャニーズ・エンタテイメント。

## 解説
楽曲のボーカルを抜いたカラオケアルバム。直前に発売され、ミリオンセラーを記録した初のベストアルバム『KinKi Single Selection』から、メンバー不参加のインストによる新曲『Theme of KinKi Kids '00』を除いた楽曲のカラオケバージョンで構成。
なお、タイトルはKinKi KidsのKが全て大文字であるように、『KinKi KaraoKe Single Selection』とKは全て大文字である。
全曲シングル盤に“オリジナル・カラオケ”という形で収録してきていたため、カラオケバージョンが初収録となった曲は無い。ただし「シンデレラ・クリスマス」のみ当時シングルCDの容量の関係から演奏を短縮した「エディット・カラオケ」として収録されていたため、フルサイズでのカラオケは初収録となった。
『KinKi Single Selection』同様、ジャケット写真は撮り下ろしではなく、前月発売の「夏の王様/もう君以外愛せない」発売時のアーティスト写真を流用したものだった。カラオケアルバムであるため、値段は通常のアルバムより廉価の1,980円(当時の税込)となっていた。
カラオケアルバムは今作のみで2004年にベストアルバム第2弾、『KinKi Single Selection II』がリリースされた際はリリースされていない。
オリコンチャートでは28位を記録した。本作はそもそもメンバーが参加していないカラオケアルバムでKinKi Kidsのアルバムとしてはカウントされていないため当時継続していた連続1位記録の継続には影響していない。ジャニーズエンタテイメントの公式サイトではKinKi Kidsのアルバムディスコグラフィーには掲載されておらず、Others枠のアルバムディスコグラフィーに掲載されていたが2020年2月14日のホームページリニューアル以降はKinKi Kidsのアルバムディスコグラフィーに掲載されている。

## 収録曲
※収録曲の解説は各シングルのページを参照
1. 硝子の少年
（作曲・編曲：山下達郎）
デビューシングル。
2. 愛されるより 愛したい
（作曲：馬飼野康二 / 編曲：CHOKKAKU / コーラスアレンジ：岩田雅之）
2ndシングル。
3. ジェットコースター・ロマンス
（作曲：山下達郎 / 編曲：船山基紀）
3rdシングル。
4. 全部だきしめて
（作曲：吉田拓郎 / 編曲：武部聡志）
4thシングルの1曲目。
5. 青の時代
（作曲：canna / 編曲：新川博 / コーラスアレンジ：松下誠）
4thシングルの2曲目。
6. Happy Happy Greeting
（作曲・編曲：山下達郎）
5thシングルの1曲目。
7. シンデレラ・クリスマス
（作曲：谷本新 / 編曲：長岡成貢）
5thシングルの2曲目。
シングル収録時は一部をカットしたエディット・カラオケだったが、フルサイズでのカラオケ収録は初。
8. やめないで,PURE
（作曲：筒美京平 / 編曲：WACKY KAKI）
6thシングル。
9. フラワー
（作曲：HΛL・音妃 / 編曲：船山基紀 / コーラスアレンジ：松下誠）
7thシングル。
10. 雨のMelody
（作曲：武藤敏史・坂井秀陽 / 編曲：有賀啓雄）
8thシングルの1曲目。
11. to Heart
（作曲：宮崎歩 / 編曲：CHOKKAKU）
8thシングルの2曲目。
12. 好きになってく 愛してく
（作曲：堂本光一 / 編曲：武部聡志）
9thシングルの1曲目。